# 拉塞勒圣克卢
拉塞勒圣克卢（法語：La Celle-Saint-Cloud，法語發音：[la sɛl sɛ̃ klu] ⓘ）是法国伊夫林省的一个市镇，属于凡尔赛区。

## 地理
拉塞勒圣克卢（48°51'0"N, 2°8'42"E）面积5.82 平方千米，位于法国法蘭西島大區伊夫林省，该省份为法国北部内陆省份，北起瓦兹河谷省，西接厄尔省，西南接厄尔-卢瓦省，东南接埃松省，东临上塞纳省。
与拉塞勒圣克卢接壤的市镇（或旧市镇、城区）包括：吕埃-马尔迈松、沃克勒松、布日瓦勒、卢沃谢讷、勒谢奈-罗康库尔。

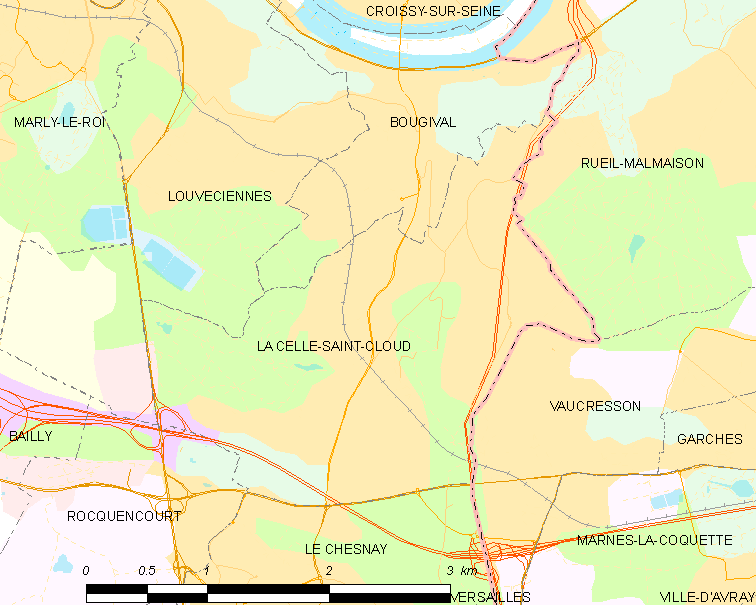
拉塞勒圣克卢的OSM定位图

拉塞勒圣克卢的时区为UTC+01:00、UTC+02:00（夏令时）。

## 行政
拉塞勒圣克卢的邮政编码为78170，INSEE市镇编码为78126。

## 政治
拉塞勒圣克卢所属的省级选区为勒谢奈-罗康库尔县。

## 人口

1962-2008年间拉塞勒圣克卢人口变化图示

拉塞勒圣克卢于2022年1月1日时的人口数量为20440人。